# Język rusiński
Język rusiński (zwany również łemkowsko-rusińskim, rusińsko-łemkowskim, karpatorusińskim, baczwańsko-rusnackim) – język słowiański używany przez Rusinów (nazywających siebie Rusnakami). Ma kilka geograficznych odmian (dialektów). Posługują się nim Rusini mieszkający na Zakarpaciu (Ukraina), we wschodniej Słowacji, w Polsce (Łemkowie i Bojkowie), Rumunii i na Węgrzech oraz Rusini Panońscy w Wojwodinie (Serbia) i Chorwacji. Dobrze skodyfikowana jest tylko odmiana używana w byłej Jugosławii (język wojwodińskorusiński). Wschodniosłowiański etnolekt Łemków, klasyfikowany jako wariant języka rusińskiego, nosi w Polsce nazwę urzędową „język łemkowski”.
Klasyfikacja języka rusińskiego jest w bardzo silnym stopniu uwikłana w problematykę polityczną. Sami użytkownicy są podzieleni w kwestii tożsamości etnicznej – niektórzy uważają się za Ukraińców, a swoją mowę postrzegają jako dialekt języka ukraińskiego, inni natomiast podkreślają własną odrębność.
W serbskiej Wojwodinie język rusiński ma status języka urzędowego, natomiast w Polsce і na Słowacji jest objęty statusem języka mniejszościowego. Do jego zapisu służy przede wszystkim cyrylica.
Sami Rusini posługują się także językami szerszej komunikacji, dominującymi na zamieszkiwanych przez nich terenach jako języki narodowe czy literackie – polskim, słowackim, ukraińskim czy węgierskim. W języku rusińskim zauważalne są toteż znaczne wpływy obce – polskie, słowackie, a także węgierskie. Wpływy tych języków sprawiły, że gwary rusińskie stały się dość odrębne od pozostałych reprezentantów grupy wschodniosłowiańskiej.
Dialekty rusińskie zalicza się do grupy języków wschodniosłowiańskich. Te używane w Polsce, na Słowacji i w Wojwodinie wykazują jednak pewne cechy typowe dla pozostałych grup języków słowiańskich, a konkretniej cechy wspólne z językiem polskim, wschodnimi gwarami języka słowackiego i językiem serbsko-chorwackim, np. stały akcent wyrazowy na przedostatniej sylabie oraz charakterystyczne formy czasu przeszłego, złożone z imiesłowu zakończonego na -l i krótkiej formy czasownika być:
| rusiński (gwara łemkowska) | znał jem         |
| rusiński (Wojwodina)       | znal som         |
| czeski                     | znal jsem        |
| słowacki                   | poznal som       |
| serbski                    | znao sam         |
| kaszubski                  | znôł jem         |
| polski                     | znałem (znał-em) |
| ukraiński                  | ja znaw          |

Rusiński używany w serbskiej Wojwodinie odróżnia się od od pozostałych jego odmian i bywa opisywany jako samodzielny język bądź też jako historyczny dialekt języka słowackiego. Łączy go bowiem bliski związek z językiem słowackim, a dokładniej ze wschodnimi gwarami słowackimi. Na poziomie fonologii i fleksji wykazuje cechy zachodniosłowiańskie, choć pewne czynniki kulturowe decydują o jego przynależności do tradycji wschodniosłowiańskiej (system pisma, religia tej grupy ludności – grekokatolicyzm). Dodatkowo został poddany wpływom serbskim, np. w zakresie nazewnictwa administracyjnego czy zasad interpunkcji.

## Cechy charakterystyczne
- pełnogłos,
- przejścia *dj > dž, *tj > č,

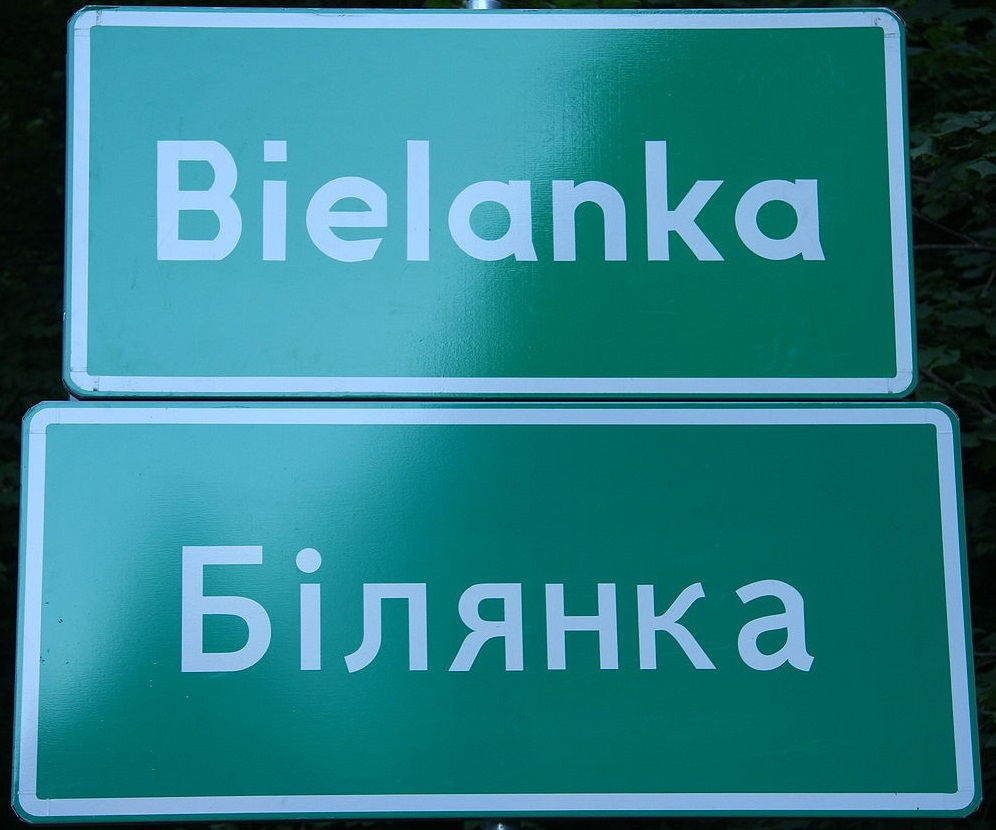
Dwujęzyczna polsko-rusińska tablica drogowa

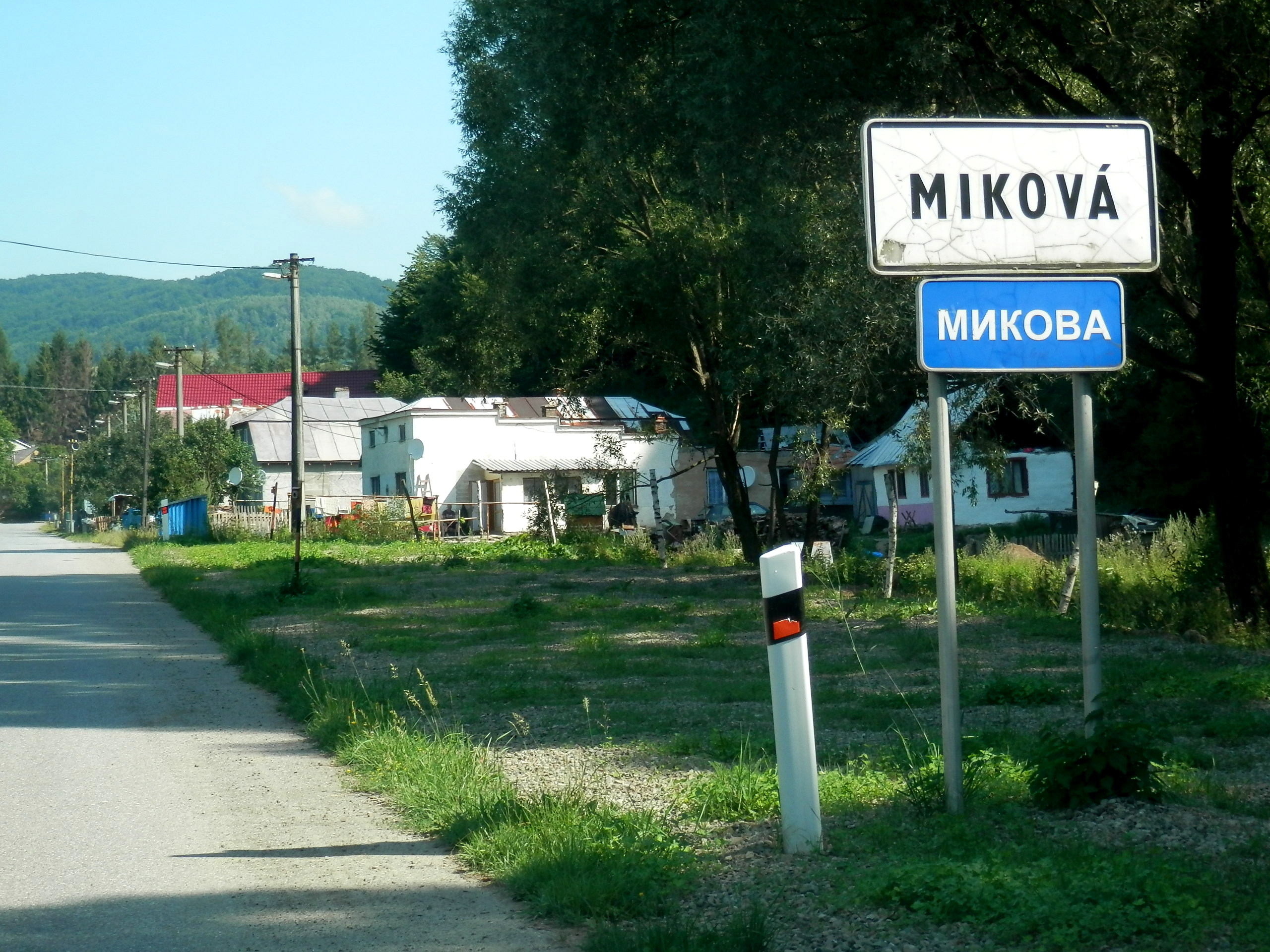
Dwujęzyczna słowacko-rusińska tablica drogowa

- końcówka trzeciej osoby liczby mnogiej ť (na przykład nesuť),
- imiesłowy na -čyj/-čij (na przykład spivajučij),
- typ czasu przeszłego robił jem tam cilyj den
- akcent na przedostatniej sylabie,
- końcówka mianownika przymiotników liczby mnogiej -y (stary baby),
- końcówka narzędnika żeńskich rzeczowników -om (s tom dobrom susidkom),
- końcówka dopełniacza żeńskich przymiotników -oj(i) (staroj baby, šumnoji ďivky),
- końcówka bezokolicznika -ty,
- dwie formy czasu przyszłego (budu robyty/robyl),
- palatalizacja k, g, h, ch typu borsug – borsudzy,
- enklityczne formy zaimków osobowych mi, ťi, si, mu, ji, ňa, ťa, sa/sja, ho, ju/jej (na przykład pryšol gu mi),
- ściągnięte końcówki przymiotników,
- końcówka pierwszej osoby liczby mnogiej -me,
- palatalizacja s, z przed kontynuantami ě, ę,
- depalatalizacja miękkich d, t, n (na przykład pjat, ked, den),
- partykuła pytająca ci,
- czasownik przeczący nyt/ńit,
- dwojaki tryb przypuszczający bym/by jem.

## Fonetyka

### Samogłoski
|                    | Przednie | Tylne |
| ------------------ | -------- | ----- |
| Przymknięte        | i        | ɯ • u |
| Prawie przymknięta | ɪ        |       |
| Półotwarte         | ɛ        | ɔ     |
| Otwarte            | a        | a     |

| i | ігла  |
| ɪ | ти    |
| ɯ | хыжа  |
| u | угель |
| ɛ | екран |
| ɔ | буков |
| ä | дора  |

- и jest w rzeczywistości samogłoską prawie przymkniętą przednią scentralizowana niezaokrągloną,
- prejotowane е i о (odpowiednio є i ё) w niektórych dialektach mogą brzmieć jak [jo] i [je] zamiast [jɔ] i [jɛ],
- prejotowane і, и oraz ы przybierają jedną postać ї wymawianą [ji],
- prejotowane samogłoski (я, ї, ю, є, ё) na początku słowa, po samogłoskach i znakach (ь, ъ) brzmią jak /ja, ji, ju, je, jo/, po spółgłoskach zaś brzmią jak odpowiednia samogłoska niejotowana poprzedzona palatalizowaną spółgłoską.

### Spółgłoski
|                     | Wargowe | Wargowe | Zębowe  | Zębowe  | Zadziąsłowe | Zadziąsłowe | Podniebienne | Miękko- podniebienne | Krtaniowe |
| twarde              | miękkie | twarde  | miękkie | twarde  | miękkie     |             | Podniebienne | Miękko- podniebienne | Krtaniowe |
| ------------------- | ------- | ------- | ------- | ------- | ----------- | ----------- | ------------ | -------------------- | --------- |
| Zwarte              | p b     | pʲ bʲ   | t̪ d̪     | t̪ʲ d̪ʲ   |             |             | c ɟ          | k ɡ                  |           |
| Zwarto- szczelinowe |         |         | t̪͡s̪ d̪͡z̪   | t̪͡s̪ʲ d̪͡z̪ʲ | t͡ʃ d͡ʒ       |             | t͡ɕ d͡ʑ        |                      |           |
| Szczelinowe         | f v     | fʲ vʲ   | s̪ z̪     | s̪ʲ z̪ʲ   | ʃ ʒ         |             |              | x                    | ɦ         |
| Nosowe              | m       | mʲ      | n̪       | n̪ʲ      |             |             | ɲ            |                      |           |
| Półotwarte          |         |         |         |         |             |             | j            | w                    |           |
| Drżące              |         |         |         |         | r           | rʲ          |              |                      |           |
| Boczne              |         |         |         |         | l           | lʲ          |              |                      |           |

- Miękkie spółgłoski (ть, дь, сь, зь, ць, дзь, нь) mogą tracić palatalizację w wygłosie słowa w niektórych dialektach.

## Przykład[potrzebnyprzypis]
Oryginał:

Жывот є період міджі народжінём (напр. оплоднїнём яєчка) і смертёв орґанізму.

Жывот є тыж процес: котрого частёв суть жывы бытя (орґанізмы). Частина планеты Земли, де ся находять жывы орґанізмы ся зове біосфера. Жывотны процесы жывых орґанізмув а вшытко што з нима звязане дослїджує наукова область біолоґія.

Transliteracja:

Žywot ê perìod mìdžì narodžìnëm (napr. oplodnïnëm âêčka) ì smertëv org̀anìzmu. 

Žyvot ê tyž proces: kotrogo častëv sutʹ žyvy bytâ (org̀anìzmy). Častina planety Zemli, de sâ nahodâtʹ žyvy org̀anìzmy sâ zove bìosfera. Žyvotny procesy żyvyh org̀anìzmuv a wšytko što z nima zvâzane doslïdžuê naukova oblastʹ bìolog̀ìâ.

Transkrypcja:

Żÿwot je peri'od midżi narodżiniom (napr. opłodnjiniom jajeczka) i smerciow organizmu. 

Żÿwot je tÿż proces: kotroho czasciow suć żÿvÿ bÿcia (organizmÿ). Czastyna planetÿ Zemły, de sia nachodiać żÿwÿ organizmÿ sia zowe bi'osfera. Żÿwotnÿ procesÿ żÿwÿch organizmuw a wszÿtko szto z nyma zwiazane dosljidżuje naukowa oblasć bi'ologija.

## Alfabet
| łemkowski | rusiński Słowacji | rusiński Wojwodiny | transkrypcja łacińska |
| --------- | ----------------- | ------------------ | --------------------- |
| А а       | А а               | А а                | a                     |
| Б б       | Б б               | Б б                | b                     |
| В в       | В в               | В в                | w                     |
| Г г       | Г г               | Г г                | h                     |
| Ґ ґ       | Ґ ґ               | Ґ ґ                | g                     |
| Д д       | Д д               | Д д                | d                     |
| Е е       | Е е               | Е е                | e                     |
| Є є       | Є є               | Є є                | je                    |
| –         | Ё ё               | –                  | e                     |
| Ж ж       | Ж ж               | Ж ж                | ż                     |
| З з       | З з               | З з                | z                     |
| І і       | І і               | –                  | i                     |
| –         | Ї ї               | Ї ї                | ji                    |
| И и       | И и               | И и                | y                     |
| Ы ы       | Ы ы               | –                  | y                     |
| Й й       | Й й               | Й й                | j                     |
| К к       | К к               | К к                | k                     |
| Л л       | Л л               | Л л                | ł                     |
| М м       | М м               | М м                | m                     |
| Н н       | Н н               | Н н                | n                     |
| О о       | О о               | О о                | o                     |
| П п       | П п               | П п                | p                     |
| Р р       | Р р               | Р р                | r                     |
| С с       | С с               | С с                | s                     |
| Т т       | Т т               | Т т                | t                     |
| У у       | У у               | У у                | u                     |
| Ф ф       | Ф ф               | Ф ф                | f                     |
| Х х       | Х х               | Х х                | ch                    |
| Ц ц       | Ц ц               | Ц ц                | c                     |
| Ч ч       | Ч ч               | Ч ч                | cz                    |
| Ш ш       | Ш ш               | Ш ш                | sz                    |
| Щ щ       | Щ щ               | Щ щ                | szcz                  |
| Ю ю       | Ю ю               | Ю ю                | ju                    |
| Я я       | Я я               | Я я                | ja                    |
| Ь ь       | Ь ь               | Ь ь                | „znak miękki”         |
| Ъ ъ       | Ъ ъ               | –                  | „znak twardy”         |

## Media
Od 2011 roku w internecie, a od 2016 w Gorlicach oraz Polkowicach na paśmie FM nadaje Radio LEM.FM, regularnie emitujące audycje w języku rusińskim.